# Amtsgericht Camberg

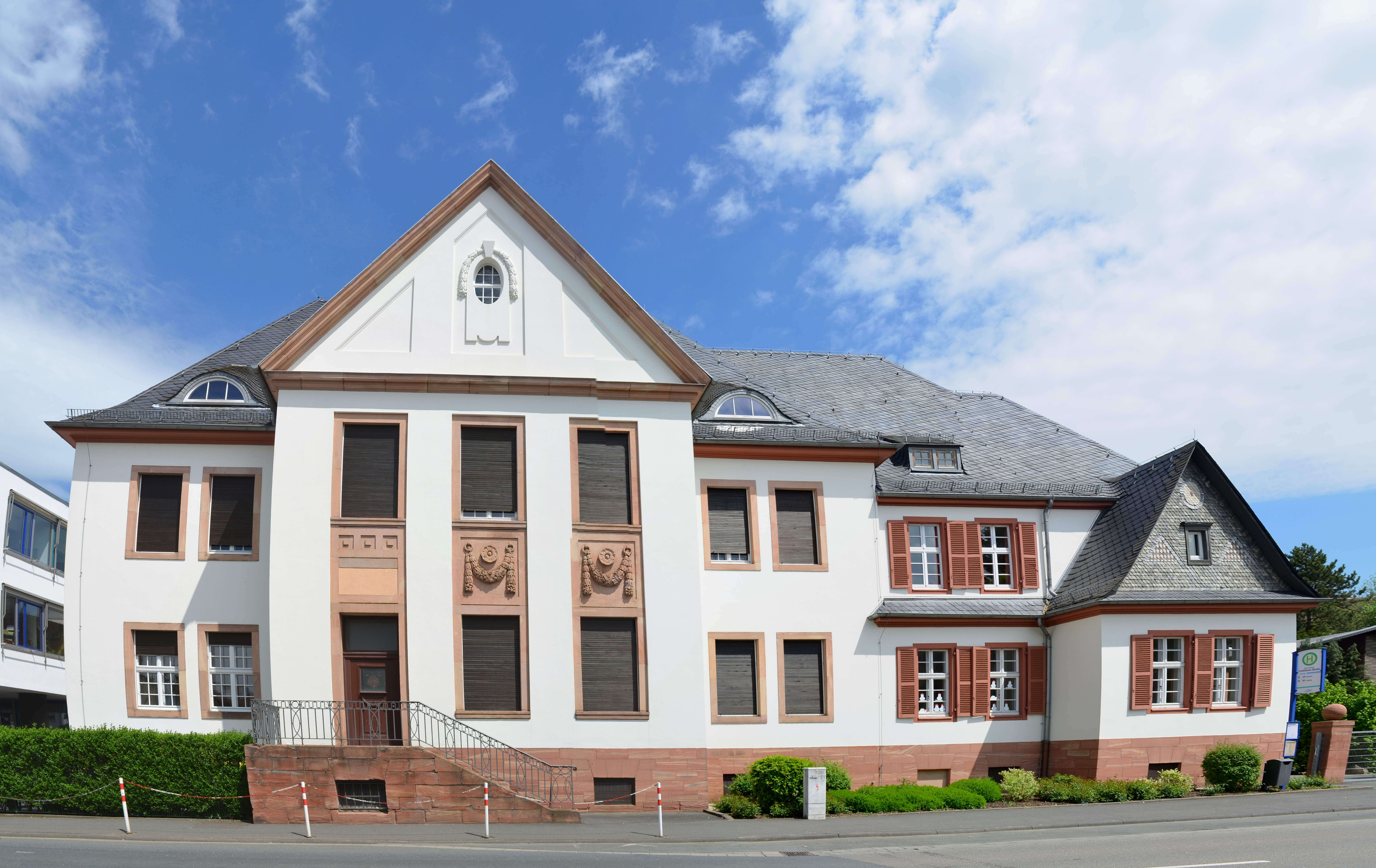
Gerichtsgebäude

Das Amtsgericht Camberg war ein von 1879 bis 1943, als Zweigstelle bis 1968 bestehendes Gericht der ordentlichen Gerichtsbarkeit mit Sitz im heutigen Bad Camberg.

## Geschichte
Anlässlich der Einführung des Gerichtsverfassungsgesetzes am 1. Oktober 1879 wurde im Landgerichtsbezirk Wiesbaden ein neues Amtsgericht zu Camberg errichtet, dessen Bezirk man aus den vom Amtsgericht Idstein abgetrennten Gemeinden Camberg, Dombach, Eisenbach, Erbach, Schwickershausen, Niederselters, Oberselters und Würges bildete.
Mit Wirkung zum 1. Oktober 1893 erfolgte außerdem noch die Zuteilung der bisher zum Amtsgericht Usingen gehörenden Gemeinden Haintchen und Hasselbach. Am 1. April 1923 wechselte die Zuständigkeit für den Amtsgerichtsbezirk Camberg vom Landgericht Wiesbaden zum Landgericht Limburg.
Im Jahre 1943 verlor das Amtsgericht Camberg seine Selbständigkeit und wurde zur Zweigstelle des Amtsgerichts Limburg an der Lahn. Mit dem Ablauf des 31. Mai 1968 wurde auch diese Zweigstelle aufgehoben. Die Akten des Gerichtes befinden sich im Hessischen Hauptstaatsarchiv, Abt 469/14.

## Gebäude
Das Gerichtsgebäude, Frankfurter Straße 17, wurde 1912 erbaut und steht heute unter Denkmalschutz. Seit 1971 werden die Räumlichkeiten von der Freiherr-von-Schütz-Schule für Hörgeschädigte genutzt.